# ستيفن دروري
ستيفن دروري (بالإنجليزية: Stephen Drury)‏ هو عازف بيانو أمريكي، ولد في 13 أبريل 1955.

## وصلات خارجية
- الموقع الرسمي
- ستيفن دروري على موقع ميوزك برينز (الإنجليزية)
- ستيفن دروري على موقع ديسكوغز (الإنجليزية)